# Deportazioni sovietiche dall'Estonia

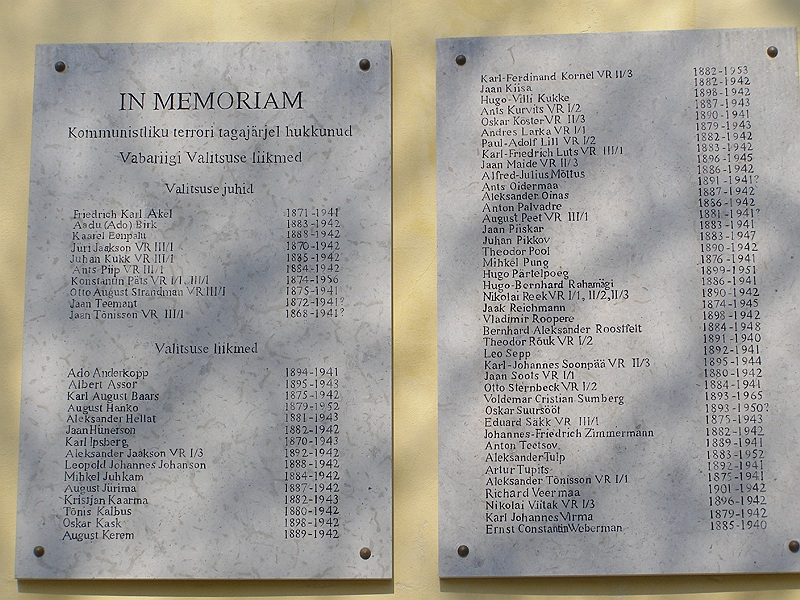
Targa commemorativa, posta sull'edificio del Governo dell'Estonia, (Casa Stenbock) a Toompea con l'elenco delle vittime e dei membri del governo estone fucilati durante l'occupazione sovietica

Per deportazioni dall'Estonia, si intendono tutti quegli atti di violenza perpetrati ai danni della popolazione locale estone e dei paesi baltici in generale, con lo scopo finale di trasferirla forzatamente nei gulag in Urss, condannandola poi a morte o ai lavori forzati. Sono avvenute principalmente tra il 1940 ed il 1953, nell'epoca di Stalin e durante l'occupazione sovietica delle repubbliche. Le deportazioni coinvolsero anche gli altri due paesi baltici, la Lettonia e la Lituania.

## Storia
Non appena l'Unione Sovietica ebbe occupato l'Estonia nel 1940 e rioccupata nuovamente nel 1944, dopo i tre anni di occupazione nazista, decine di migliaia di cittadini estoni subirono violente deportazioni negli anni quaranta, e fino alla fine del regime di Stalin (1953/56).
Le deportazioni dei cittadini estoni avevano come destinazione finale la Siberia od il Kazakistan, per mezzo di vagoni bestiame, senza dare un avviso preventivo, mentre ai deportati veniva dato solo qualche ora nella notte per prepararsi, raccogliere quei pochi effetti personali trovandosi poi separati dai familiari, solitamente anch'essi deportati verso l'est sovietico.

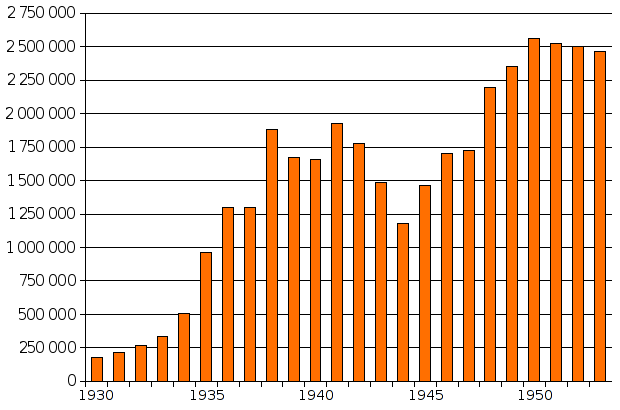
L'evoluzione del numero complessivo dei deportati e detenuti dai sovietici nei gulag (1930-1953)

Questa procedura veniva stabilita attraverso le Istruzioni di Serov. Gli estoni residenti nell'oblast' di Leningrado (URSS), avevano già cominciato ad essere deportati, persino a partire dal 1935.
La prima massiccia repressione del 1940 colpì l'élite estone.
Il 17 luglio 1940 venne deportato il comandante in capo delle forze armate Johan Laidoner (che morirà nel 1953, durante la prigionia nel gulag di Vladimir) e la sua famiglia al completo lo seguirà il 30 luglio 1940.
Stessa sorte fu segnata per Konstantin Päts. Arrestato nel 1941, il Presidente dell'Estonia venne condotto nella prigione di Penza e successivamente trasferito in un ospedale psichiatrico, morendo nel 1956, a Kalilin, mentre la sua famiglia, anch'essa arrestata, fu deportata nel gulag di Ufa.
Quasi tutti gli esponenti politici e militari estoni (tra cui Aleksander Hellat, Jaan Teemant, Juhan Kukk solo per citarne alcuni) di tutte le leadership, e partiti nazionali estoni, vennero deportati con le loro rispettive famiglie, inclusi 10 degli 11 ministri estoni, e ben 68 dei 120 membri del Parlamento estone (Riigikogu).
Queste deportazioni furono successivamente dichiarate costituenti un crimine contro l'umanità dal Parlamento estone, nel 1995.

## Le deportazioni del giugno 1941
In Estonia, così come negli altri territori annessi ed occupati militarmente dall'URSS nel 1939 - 1940, la prima deportazione a larga scala di ordinari cittadini estoni fu condotta dai sovietici installati nel quartier-generale operativo locale del NKGB nella RSS Estone, sotto le direttive di Boris Kumm (presidente), Andres Murro, Aleksej Škurin, Veniamin Gulst e Rudolf James, in accordo con il principale decreto top-secret n. 1299-526ss Direttiva sulla Deportazione di elementi socialmente alieni dalle repubbliche baltiche, Ucraina Occidentale, Bielorussia Ovest, e Moldavia"; emesso dal Comitato Centrale del Pcus e dai Commissari del Concilio dell'Unione Sovietica del 14 maggio 1941.
Dal 14 giugno 1941, e nei seguenti due giorni, 9.254 (il primo giorno) e 10.861 persone (il secondo), principalmente cittadini delle maggiori città estoni (Tallinn, Narva e Tartu), circa 5000 donne e 2500 bambini, estoni ed anche circa 500 ebrei estoni.(più del 10% degli ebrei estoni) vennero prelevati e deportati presso Kirov nei gulag siberiani.
Trecento persone vennero fucilate, e solo circa 4.000 persone fecero ritorno in patria. 11.102 persone furono deportate seguendo gli ordini del 13 giugno, alcuni riuscirono a fuggire. Identica sorte spettò anche alle popolazioni lettoni e lituane, nel frattempo. Alcune settimane dopo i sovietici arrivarono anche sull'isola di Saaremaa per deportarne la popolazione, ma l'incalzare della seconda guerra mondiale fermò temporaneamente le deportazioni, mentre una parte considerevole di popolazione imprigionata in Estonia, venne liberata dai tedeschi, che furono per questo motivo, erroneamente e solo inizialmente, considerati dei liberatori, dagli estoni.
Durante il primo anno di occupazione sovietica quasi 54.000 cittadini estoni vennero fucilati, deportati o forzatamente arruolati nell'Armata Rossa. A seguito dell'operazione Barbarossa, nome dell'attacco nazista all'Unione Sovietica dal 22 giugno del 1941 ai primi di luglio circa 33.000 uomini estoni furono forzatamente arruolati nell'armata sovietica.
Dal 10 luglio 1941 i coscritti dei territori baltici occupati furono dichiarati non affidabili e furono deportati nei campi di sterminio e lavori forzati in Siberia, dove molti di essi trovarono la morte per fame ed intenso lavoro. 5.600 vennero arruolati effettivamente, ma presto disertarono. Nel luglio del 1941 l'Estonia venne conquistata dai nazisti, che furono poi espulsi dall'avanzata sovietica nel 1944. Immediatamente prima che il governo sovietico nel 1944 rioccupasse l'Estonia, circa altre 70.000 persone scapparono all'estero, in Germania e Svezia. per timore di brutali repressioni sovietiche.
Non appena i sovietici tornarono, ripresero le deportazioni. Le prime deportazioni furono facilmente documentabili, anche per la testimonianza di molti estoni riparati all'estero, durante la seconda guerra mondiale. Le seconde deportazioni, dopo il 1944, seppure certe nel loro avvenimento, sono più difficilmente documentabili. Diciotto famiglie vennero trasferite a Tjumen' (circa 51 persone), altre cinquanta persone in ottobre, 37 famiglie (81 persone) furono deportate in novembre ed altre 37 famiglie (91 persone) in dicembre. Furono considerati dai sovietici come Membri di famiglie "traditrici" della Madrepatria.
Anche nel 1944 furono deportati e condannati ai lavori forzati nei gulag siberiani almeno altre 30.000 persone. Nell'agosto del 1945 furono deportate altre persone (405), principalmente con discenedenze tedesche, con destinazione oblast' di Perm' (Urali). Tra deportati ed esuli all'estero, gli estoni ridussero di numero, e le deportazioni andarono via via diminuendo.

## Le deportazioni dal marzo 1949
Tuttavia durante il periodo di collettivizzazione sovietica dell'economia nei paesi baltici, il 29 gennaio 1949 il Concilio dei ministri sovietici installatisi illegalmente con l'occupazione, emise un decreto top-secret n.390-138ss che obbligava il Ministero per la sicurezza di Stato (MGB) ad esiliare i cosiddetti nemici del popolo dalle tre RSS Baltiche, per sempre.
Nella prima mattina del 25 marzo 1949, la seconda maggiore ondata di deportazioni dall'Estonia e conseguentemente anche dalle altre repubbliche baltiche, chiamata con il nome di Operazione Priboi (Demolitori) ebbe inizio e fu condotta dal MGB, che pianificò di agire deportando ulteriori 30.000 estoni, inclusi i contadini la cui azienda agricola venne espropriata e collettivizzata dallo Stato sovietico. Il Tenente Generale sovietico Pëtr Burmack comandante delle truppe interne del MGB, fu incaricato di portare a termine tale operazione. In Estonia le deportazioni erano coordinate da Boris Kumm, il ministro della Sicurezza durante l'occupazione militare, nella RSS Estone e dal Generale Maggiore Ivan Yermolin, rappresentante della MGB in Estonia.
Oltre 8.000 estoni riuscirono a scappare, ma 20.722 persone (7500 famiglie, oltre il 2,5% della intera popolazione di etnia ugro-finnica, metà delle quali donne, circa 6000 bambini e 4.300 uomini) vennero forzatamente prelevati e condotti in Siberia durante i successivi tre giorni. Poco oltre il 10% di essi erano uomini in età da lavoro. I deportati nei campi di sterminio sovietici includevano disabili, donne incinte, infanti e bambini separati dai loro genitori.
Il più giovane deportato fu Virve Eliste, che aveva solo un giorno di vita, proveniente dall'isola di Hiiumaa, morì di stenti fame e freddo l'anno successivo in Siberia. Il più vecchio deportato fu un'anziana donna di 95 anni, Maria Raagel. Nove vagoni per bestiame, colmi di deportati, furono diretti nell'oblast' di Novosibirsk, sei verso il territorio di Krasnojarsk, due nell'oblast' di Omsk, due si diressero nell'oblast' di Irkutsk.. Molti di essi morirono nei campi di sterminio, altri non fecero mai più ritorno nelle loro case in Estonia.
Questa seconda ondata di deportazione su larga scala fu dettata dall'esigenza sovietica di facilitare la collettivizzazione, che fu impiantata con pressante egemonia, enormi difficoltà e metodi repressivi, nelle repubbliche baltiche. Come risultato, alla fine di aprile del 1949, metà dei restanti contadini venne affiancato, nella gestione delle aziende agricole, dai collettivisti sovietici.
Durante il periodo 1948 / 1950, un certo numero di Finlandesi d'Ingria vennero nuovamente deportati anche dall'RSS Estone. L'ultima campagna di deportazione, di cui si hanno prove certe ed effettuata su larga scala dai sovietici in Estonia, ebbe luogo nel 1951, quando i membri di tutti i gruppi religiosi, proibiti dai sovietici, nei Paesi baltici, in Moldavia, nell'ovest dell'Ucraina e in Bielorussia furono assoggettati a deportazioni forzate.

## Le deportazioni continuate
Al di fuori delle principali ondate, individui e famiglie furono continuamente deportati in piccola scala, a partire dalla prima occupazione sovietica del 1940 per arrivare fino al 1956. Solo il disgelo di Chruščëv, e la destalinizzazione, portarono l'Urss ad allentare le tattiche di terrore, da repressioni di massa a repressioni individuali.
Le deportazioni sovietiche con certezza, in Estonia, si arrestarono solamente per tre anni, dal 1941 al 1944 quando la nazione era sotto l'occupazione nazista.

### Gli sviluppi connessi
L'esperienza estone del primo brutale anno di occupazione sovietica, con le forzate deportazioni di massa a marzo, portò a due sviluppi significativi:
- 1.) Motivò la paura e la maggior parte dell'ondata di rifugiati che abbandonò l'Estonia, principalmente via mare attraverso il Mar Baltico nell'autunno del 1944, dopo che le notizie sul ritiro dei nazisti e la mancata affermazione dell'indipendenza estone, vennero rese pubbliche. Circa 70.000 estoni arrivarono certamente salvi alle loro destinazioni; per contro, un indefinito numero di persone perirono a causa dell'avverso tempo atmosferico autunnale, e della violenta guerra navale.[15]
- 2.) Incentivò molti estoni loro malgrado e nonostante precedentemente essi fossero stati assai scettici sull'unirsi all'armata tedesca (tra il gennaio del 1943 e il febbraio 1944, circa 4000 persone, principalmente maschi, più della metà sotto i 24 anni, idonei ed arruolabili, erano fuggiti in Finlandia[16]), ad arruolarsi ora nella legione estera delle Waffen-SS, per effettuare un disperato tentativo di mantenere l'Armata Rossa al di fuori del territorio estone e quindi evitare infine una nuova e massiccia occupazione sovietica. Come noto il tentativo fallì. A dimostrazione di come fosse una legione estera etnica, si confronti la 20.Waffen Divisione Granatieri SS (o Prima estone). Anche gli americani successivamente stabiliranno che in questa divisione non vi fu nulla di ostile e criminale, ma fu solo una disperata, ultima ed inutile resistenza estone all'occupazione sovietica nel 1944.

Solo nel 1956, con il disgelo di Chruščëv, ai deportati estoni sopravvissuti fu concesso di rientrare in Estonia, (ma molti avevano perso tutto, e trovarono la loro casa occupata da russi). Ciò alterò profondamente la composizione etnica della popolazione della nazione estone. Gli estoni dal 90% circa, scesero fino a punte minime del 61%, mentre i russi immigrati in Estonia arrivarono ad essere oltre 35% del totale della popolazione, dal dopoguerra fino ai tardi anni ottanta. Mentre dal restauro dell'indipendenza estone nel 1991 lentamente gli estoni etnici sono aumentati, fino ad arrivare al 70% circa, mentre i russi etnici ancora presenti in Estonia sono scesi al 24% circa, nel 2012.

## Gli aspetti legali
Il 27 luglio del 1950, il Governo in esilio dell'Estonia, unito con i diplomatici dell'Estonia, Lettonia e Lituania fecero un accorato appello agli Stati Uniti, affinché supportassero le investigazioni delle Nazioni Unite, sui genocidi di massa e sulle deportazioni portate a termine nelle nazioni baltiche da parte dell'Urss.

### Conoscenza sovietica delle deportazioni di Stalin
Le deportazioni di Stalin furono ammesse e aspramente criticate, in una sezione del Rapporto del 20 Congresso del Partito Comunista dell'Unione Sovietica, da parte di Nikita Chruščëv nel 1956, come atti mostruosi e profonde violazione dei principi di base leninisti delle politiche della nazionalità degli stati sovietici.
Il 14 novembre 1989 il Soviet supremo dell'Urss accettò la dichiarazione: Sul riconoscimento come fuorilegge e criminali, gli atti repressivi perpetrati ai danni delle popolazioni che furono assoggettate a deportazioni forzate, e sulla garanzia dei loro diritti, nella quale si condannano le deportazioni delle popolazioni baltiche, da parte di Stalin, come crimini terribili, garantendo che tali violazioni dei diritti umani non saranno mai più ripetute e promettendo di restituire ogni diritto negato alle popolazioni schiacciate dal potere sovietico.

### I Giudizi estoni e le convinzioni
Nel 1995, qualche anno dopo che fu ristabilita l'indipendenza della nazione estone, il Riigikogu, il Parlamento dell'Estonia, dichiarò che le deportazioni sovietiche fossero dei crimini contro l'umanità ed alcuni autori delle deportazioni sovietiche del 1949 dall'Estonia, principalmente gli ufficiali del MGB di allora, vennero processati e condannati, secondo l'Art. 61-1 § 1 del Codice Criminale, da quel momento. Le affermazioni estoni di genocidio non sono ancora universalmente accettate.
Johannes Klaassepp (classe 1921), Vladimir Loginov (classe 1924) e Vasilij Besov (classe 1918) furono condannati a otto anni di detenzione nel 1999.
Il 30 luglio 1999, Michail Neverovskij (nato nel 1920) fu condannato a quattro anni di detenzione.
Il 10 ottobre 2003, August Kolk (nato nel 1924) e Pëtr Kisly (nato nel 1921), furono entrambi condannati a otto anni di prigione, con tre anni di libertà condizionata. Il caso fu successivamente portato davanti alla Corte europea dei diritti dell'uomo, gli avvocati difensori affermarono che tale sentenza fosse contraria alla proibizione di applicazione retroattiva delle leggi criminali. Tuttavia il 17 gennaio 2006, tale eccezione fu dichiarata priva di fondamento e quindi venne confermata la loro condanna.
Il 30 ottobre 2002, Jurij Karpov ebbe una condanna, poi sospesa, ad otto anni di reclusione.
Il 7 novembre 2006, Vladimir Kask fu anch'egli condannato ad otto anni, con tre anni di libertà condizionata.
Arnold Meri fu processato per le sue colpe nelle deportazioni, ma morì nell'aprile 2009, prima della fine del processo.

### Il punto di vista russo
La Federazione russa, l'unico legale stato successore dell'Unione Sovietica, non ha mai riconosciuto le deportazioni degli estoni come un crimine e non ha pagato nessuna riparazione agli stati coinvolti.
Mosca ha anzi criticato i processi avviati nei Paesi Baltici, definendoli vendette, non giustizia e si è lamentata circa l'avanzata età dei criminali.
Nel marzo 2009, l'associazione russa Memorial, di stampo antisovietico, concluse che le deportazioni avvenute nel dopoguerra nei baltici fossero, senza alcun dubbio, un crimine contro l'umanità; ma non si è soffermata sul dichiararle: genocidio o crimini di guerra.
Nell'opinione del Memorial, l'interpretazione di genocidio, delle deportazioni attuate nel 1949, non può basarsi sul diritto internazionale, (dato che i paesi baltici nel 1949 si trovavano forzatamente annessi all'Urss), ed è quindi infondata.
Con certezza ha definito le deportazioni sovietiche in Siberia come vendette perpetrate dall'Urss sulle popolazioni baltiche, per il loro presunto collaborazionismo con i nazisti. Atto questo che fu, come poi stabilito, in larga parte, solo una mera resistenza baltica, contro l'occupazione sovietica. Successivamente venne anche provato che esso sia stato privo di volontà criminale ed anti-americana, come poi definitivamente chiarito pure dagli Usa.

## Il Comitato investigativo
La Commissione internazionale estone per i crimini contro l'umanità, che fu voluta e stabilita dal Presidente dell'Estonia Lennart Meri, egli stesso un sopravvissuto alle deportazioni sovietiche del 1941, nel 1998, per investigare sui crimini contro l'umanità commessi in Estonia o contro i cittadini estoni, durante l'intero corso delle occupazioni militari straniere, sovietiche (47 anni) e naziste (3 anni). La commissione tenne la sua prima sessione a Tallinn, nel gennaio del 1999. Mark Jakobson, il rientrato diplomatico finlandese, fu nominato a capo della commissione. Per propositi neutrali, non ci sono cittadini estoni nella composizione dei suoi membri.

## Il Parlamento europeo
Il Parlamento europeo ha emesso una risoluzione che condanna i crimini contro l'umanità, che furono commessi da tutti i regimi autoritari e totalitari, il 2 aprile 2009.
Questa risoluzione comprende anche le deportazioni sovietiche dall'Estonia, che la Corte europea dei diritti dell'uomo ha ritenuto che costituissero crimini contro l'umanità. Inoltre il Parlamento sostiene la proclamazione del 23 agosto, come la Giornata della memoria delle vittime dei regimi totalitari ed autoritari, per l'intera Unione europea.